# Honda Quint
La Honda Quint è un'autovettura prodotta dalla casa automobilistica giapponese Honda dal 1980 al 1985.

## Descrizione
La Honda Quint fu introdotta nel febbraio 1980 in Giappone come versione con alzata a cinque porte della contemporanea Honda Civic e fu venduta presso il canale di vendita Honda Verno in Giappone. La Quint fu esportata in Europa e nel eud-est asiatico nel 1981, con il nome di Honda Quintet. A partire dal 1983, questo modello è stato venduto anche in Australia con il nome di Rover Quintet.
L'auto era spinta da un motore chiamato CVCC II a quattro cilindri da 1602 cc che sviluppava 80 CV e 126,5 Nm di coppia. Questo motore è stato accoppiato con un cambio manuale a cinque marce o in opzione era disponibile un semiautomatico a due velocità con overdrive. Questa trasmissione è stata poi sostituita nel 1982 da una versione a tre velocità. La Quint è stata sostituita nel 1985 dalla Honda Quint Integra. La vettura era dotata di servosterzo sensibile alla velocità (non disponibile sul modello base) e sospensioni indipendenti MacPherson e barre antirollio anteriori e posteriori. I modelli di punta erano dotati di aria condizionata, chiusura centralizzata, alzacristalli elettrici e tetto apribile elettrico.
In Australia il gruppo Jaguar Rover vendette la Honda Quint con il nome "Rover Quintet" dal 1983 al 1985. Prodotta in Giappone dalla Honda, la Quintet fu la prima Honda a portare il badge Rover e fu poi sostituita dalla Rover 416i. La Rover Quintet aveva rispetto alla Honda gli interni con finiture in legno, i sedili con un diverso rivestimento tessuto Moquette e uno stereo Pioneer.